# Космос 213
Космос-213 е съветски безпилотен космически кораб от типа „Союз“. Това е кораб № 7 от модификацията Союз 7К-ОК. Корабът стартира на 15 април 1968 г. и е предназначен за автоматично скачване с кораба Космос 212. Двата кораба осъществяват скачване в космоса на 15 април.

## Полет
Първо е изстрелян корабът Космос 212 на 14 април 1968 г. Той е „активния“ кораб и е трябвало да намери с радиолокационна антена „пасивния“ Космос 213, да се сближи с него и да се скачи. На следващия ден – 15 април 1967 г., по време на прелитането на кораба „Космос 212“ над космодрума е изстрелян „Космос 213“ в същата орбита, но с дистанция от около 4 км.
За да се осъществи скачването е необходима голяма точност на извеждането на орбита, защото автоматичната система за скачване може да работи само до определено разстояние между скачващите се кораби. Разстоянието е напълно достатъчно за осъществяването му и по-малко от 1 час след старта започва подготовката за скачване. Това се случва, когато корабите са над Тихия океан и извън станциите за наземен контрол, които са на територията на СССР. Двата кораба летят в скачено състояние около 2 обиколки и половина и около 14:11 часа се разделят отново автоматично. Летят самостоятелно около 3 денонощия и се приземяват на територията на СССР. „Космос 213“ каца на 15 април в 10:11 часа
Мисията показва, че има напредък по подобряване ефективността на парашутната система, довела до смъртта на Владимир Комаров. Резултатите показват, че не е достигнато необходимото ниво и експериментите продължават с Космос 238.